# Eufrontina spectabilis
Eufrontina spectabilis är en tvåvingeart som först beskrevs av Aldrich 1916.  Eufrontina spectabilis ingår i släktet Eufrontina och familjen parasitflugor. Inga underarter finns listade i Catalogue of Life.